# Гамільтон Тауншип (округ Атлантик, Нью-Джерсі)
Гамільтон Тауншип (англ. Hamilton Township) — селище (англ. township) в США, в окрузі Атлантик штату Нью-Джерсі. Населення — 27 484 особи (2020).

## Демографія
Згідно з переписом 2010 року, у селищі мешкали 26 503 особи в 9490 домогосподарствах у складі 6688 родин. Було 10196 помешкань
Расовий склад населення:
| - 68,0 % — білих - 18,5 % — чорних або афроамериканців - 5,4 % — азіатів - 0,3 % — корінних американців - 0,1 % — вихідців з тихоокеанських островів - 4,1 % — осіб інших рас |

До двох чи більше рас належало 3,6 %. Частка іспаномовних становила 12,8 % від усіх жителів.
За віковим діапазоном населення розподілялося таким чином: 24,1 % — особи молодші 18 років, 65,4 % — особи у віці 18—64 років, 10,5 % — особи у віці 65 років та старші. Медіана віку мешканця становила 37,1 року. На 100 осіб жіночої статі у селищі припадало 98,3 чоловіків;  на 100 жінок у віці від 18 років та старших — 96,0 чоловіків також старших 18 років.
Середній дохід на одне домашнє господарство  становив 76 116 доларів США (медіана — 60 838), а середній дохід на одну сім'ю — 85 280 доларів (медіана — 72 691). Медіана доходів становила 51 413 долари для чоловіків та 40 433 долари для жінок. За межею бідності перебувало 11,8 % осіб, у тому числі 17,8 % дітей у віці до 18 років та 6,2 % осіб у віці 65 років та старших.
Цивільне працевлаштоване населення становило 13 435 осіб. Основні галузі зайнятості: освіта, охорона здоров'я та соціальна допомога — 24,3 %, мистецтво, розваги та відпочинок — 22,7 %, роздрібна торгівля — 14,3 %, науковці, спеціалісти, менеджери — 8,5 %.